# Comer (België)
Comer (ook: Kommer) is een plaats in Sint-Laureins, gelegen op 1500 meter ten oosten van dit dorp. De Comercaatsweg gaf de naam aan deze plaats.
Comer is vooral bekend door een rijk verenigingsleven. Eind oktober is er een buurtkermis.
De bijnaam voor de bewoners van Comer, Comerratten, leidde ertoe dat in 1969 een reuzin werd ingewijd, "Doke" genaamd, naar een bekende volksfiguur. Ze was vergezeld van een reuzenrat. In 1971 kwamen er nog twee reuzen bij. In 1982 werd een wandelpad geopend, dat het Comerrattenpad werd genoemd.

## Bron
- De Comerratten